# 卡岩塔龟属
卡岩塔龟属是一种已絕種的龟属，屬於龟鳖总目，來自美國亞利桑那州北部的卡岩塔組，生存于早侏罗世。